# Temporada 2022 del Campeonato Brasileño de Fórmula Truck

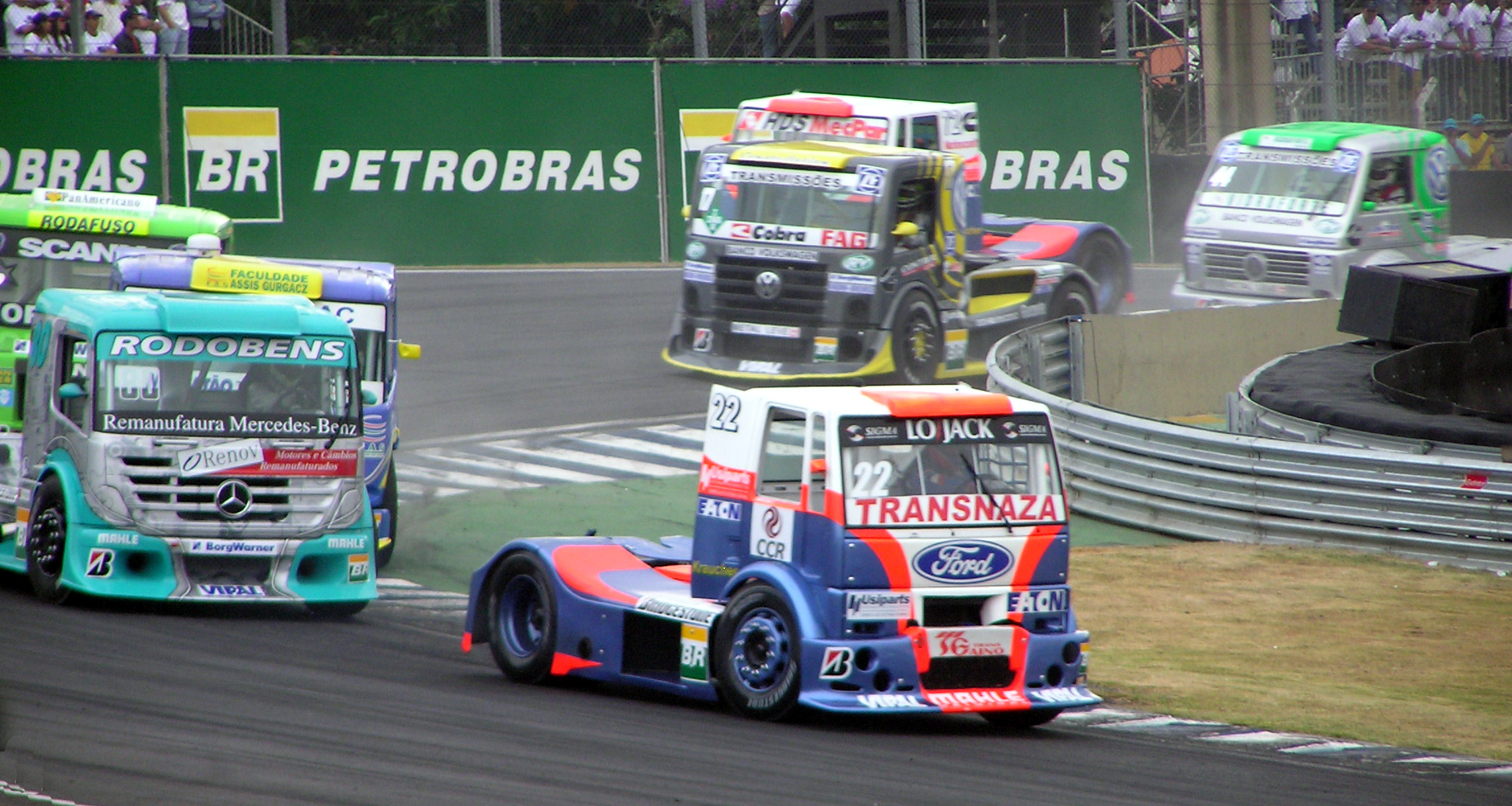
Carrera de Fórmula Truck.

La temporada 2022 del Campeonato Brasileño de Fórmula Truck es la 23.ª edición del Fórmula Truck desde que este iniciara en 1996.
La Fórmula Truck es un campeonato de carreras de camiones que se disputó en Brasil desde 1996 y hasta 2017. Fue uno de los dos campeonato de automovilismos más populares de Brasil, junto con el Stock Car Brasil, con transmisión oficial por el canal de televisión abierta Rede Bandeirantes (para Brasil) y por el Canal F1 Latin America, (para Hispanoamérica y Caribe). Al igual que el Campeonato de Europa de Camiones, la Fórmula Truck ha contado con equipo oficiales a lo largo de su historia. También compitió en otros países como Argentina y Uruguay en su incursión como campeonato sudamericano.
En 2017 y con el campeonato ya en marcha, la crisis financiera diezmó la cantidad de participantes en grilla, por lo que los directivos determinaron cerrar prematuramente la temporada. Los problemas tuvieron su inicio en la apertura de la temporada, cuando varios equipos y pilotos de gran renombre como Felipe Giaffone, Leandro Totti, Djalma Fogaça, Beto Monteiro y David Muffato dejaron la categoría en descontento con la dirigencia de la misma, creando un campeonato paralelo denominado Copa Truck.
Nuevo modelo
El presidente y promotor de la Fórmula Truck, Gilberto Hidalgo, explicó que este nuevo modelo presenta dos categorías con diferencias técnicas entre las camionetas. En la GT Truck, los motores se gestionan electrónicamente y tienen un límite de potencia de 800 hp más un 10%; mientras que en la Fórmula Truck, las camionetas compiten con motores accionados por una bomba de inyección mecánica y una potencia permitida de 700 hp más un 10%.
Hidalgo enfatizó que la potencia del motor está limitada por el reglamento, pero tanto los motores electrónicos como los mecánicos tienen la capacidad técnica de ajustarse hasta 1200 hp. Esta limitación, explicó, se debe a factores como una mayor durabilidad en las carreras y menores costos para pilotos y equipos.
Confianza y Crecimiento en 2022 y 2023
La Fórmula Truck comenzó la temporada 2023 confiada en un crecimiento continuo y en superar los objetivos, tal como sucedió en 2022. El año pasado, la categoría comenzó el campeonato con 18 camiones en la parrilla de salida y terminó con 31.
Él y toda la organización esperan una temporada 2023 muy ajetreada, con un mayor número de camiones en la pista y una asistencia garantizada en las gradas.
Desde su creación a mediados de los 90, la Fórmula Truck se ha destacado como una categoría de automovilismo extremadamente popular. Con este regreso a la pista, el evento buscaba recuperar y mantener la imagen que convirtió las carreras de camiones en un fenómeno en Brasil.

## Equipos y pilotos
| Equipo                      | Constructor   | Neu | No. | Piloto                 | Etapas    |
| --------------------------- | ------------- | --- | --- | ---------------------- | --------- |
| Impacto Race                | Scania        | P   | 47  | Jorge Maurício Ribeiro | 4 y 8     |
| Impacto Race                | Scania        | P   | 73  | Alberto Muniz          | 6         |
| Berton Racing               | Scania        | P   | 98  | Camilo Daniel Lovato   | Todas     |
| Berton Racing               | Scania        | P   | 33  | Daril Amaral           | Todas     |
| Bendo Competições           | Scania        | P   | 90  | Túlio Bendo            | Todas     |
| Bendo Competições           | Scania        | P   | 89  | Álvaro Bendo           | Todas     |
| Barramacher Motorsport      | Volvo         | P   | 82  | Leonardo Barramacher   | 2-8       |
| Barramacher Motorsport      | Volvo         | P   | 79  | Rogério Baldo          | 6         |
| Muffatão Racing Team        | Scania        | P   | 31  | Pedro Muffato          | 4-8       |
| Garagem Racing              | Mercedes-Benz | P   | 29  | João Santa Helena      | Todas     |
| Garagem Racing              | Mercedes-Benz | P   | 4   | Daniel Gomes           | 6         |
| BS Competições              | Mercedes-Benz | P   | 49  | Alex Vieira            | Todas     |
| BS Competições              | Mercedes-Benz | P   | 61  | Sidnei Alves           | 4         |
| Agostini Racing             | Mercedes-Benz | P   | 37  | Rogério Agostini       | Todas     |
| Agostini Racing             | Mercedes-Benz | P   | 13  | Matías Fissore         | 6         |
| Galli Motorsport            | Volkswagen    | P   | 48  | Geraldo Alves          | Todas     |
| AMG Competições             | Volvo         | P   | 46  | Volmir Vortmann        | 6         |
| AMG Competições             | Volvo         | P   | 11  | Luciano Biolatto       | 6         |
| Grupo NVS                   | Ford          | P   | 52  | Robson Oliveira        | 5-8       |
| Grupo NVS                   | Ford          | P   | 44  | Dalton Paludo          | 6         |
| Prisma Motorsport           | Ford          | P   | 69  | Lisarb Benato          | 2         |
| Prisma Motorsport           | Ford          | P   | 62  | José Newton Ficagna    | 3-4       |
| Prisma Motorsport           | Ford          | P   | 80  | Flávio Ferreira        | 6         |
| Macarrão Truck Racing       | Volvo         | P   | 34  | Felipe Fráguas         | 2-8       |
| Dreams Racing Truck - DRT   | Scania        | P   | 2   | Rafael Fleck           | Todas     |
| Zetti Racing                | Volkswagen    | P   | 5   | Lázaro Donizete        | 1-5 y 7-8 |
| Zetti Racing                | Volkswagen    | P   | 6   | Válter Oliveira        | 1, 6 y 8  |
| MKT Engineering             | Scania        | P   | 35  | Márcio Rosa            | 1-5 y 7-8 |
| Energet Racing              | Volvo         | P   | 87  | Cléber Fonseca         | 1-4       |
| Mevania Racing              | Scania        | P   | 25  | Luís Paulo Rampon      | Todas     |
| Mevania Racing              | Scania        | P   | 83  | Márcio Rampon          | 1-4 y 7-8 |
| 113 Limestone Brasil Racing | Scania        | P   | 76  | Márcio Limenstone      | 5 y 7-8   |
| Mottin Racing               | Volvo         | P   | 10  | João Helder Mottin     | Todas     |
| Mottin Racing               | Volvo         | P   | 38  | Gilmar Mottin          | 1-4 y 7   |
| Fontanella Racing           | Scania        | P   | 40  | Ramiris Fontanella     | 3 y 6-8   |
| Fontanella Racing           | Scania        | P   | 91  | Sandro Pinheiro        | 7         |
| Cascavel Diesel Racing      | Mercedes-Benz | P   | 1   | Vander Penques         | 5-7       |
| Cascavel Diesel Racing      | Mercedes-Benz | P   | 57  | Edivan Monteiro        | 5-8       |
| DAF Racing                  | DAF           | P   | 68  | Raquel Menute          | 6         |
| DAF Racing                  | DAF           | P   | 97  | Iván Dahmer            | 6         |
| Tavares Group               | Scania        | P   | 67  | Geovani Tavares        | 5-8       |
| Tavares Group               | Scania        | P   | 8   | Nilton Jacobsen        | 1, 3 7    |

## Resultados

### Geral
| Ronda | Circuito                           | Fecha           | Pole Position    | Vuelta rápida        | Piloto ganador     | Equipo ganador       | Constructor   | Ref.   |
| ----- | ---------------------------------- | --------------- | ---------------- | -------------------- | ------------------ | -------------------- | ------------- | ------ |
| 1     | Grande Prêmio de Cascavel          | 6 de marzo      | Rogério Agostini | Rogério Agostini     | Rogério Agostini   | Agostini Racing      | Mercedes-Benz | [ 11 ] |
| 1     | Grande Prêmio de Cascavel          | 6 de marzo      | Sin disputa      | Rogério Agostini     | Rogério Agostini   | Agostini Racing      | Mercedes-Benz | [ 13 ] |
| 2     | Grande Prêmio de Guaporé           | 10 de abril     | Rogério Agostini | João Helder Mottin   | Rogério Agostini   | Agostini Racing      | Mercedes-Benz | [ 14 ] |
| 2     | Grande Prêmio de Guaporé           | 10 de abril     | Sin disputa      | Rogério Agostini     | Rogério Agostini   | Agostini Racing      | Mercedes-Benz | [ 15 ] |
| 3     | Gran Premio del Uruguay            | 5 de junio      | Rogério Agostini | Rogério Agostini     | Rogério Agostini   | Agostini Racing      | Mercedes-Benz | [ 16 ] |
| 3     | Gran Premio del Uruguay            | 5 de junio      | Sin disputa      | Rogério Agostini     | Rogério Agostini   | Agostini Racing      | Mercedes-Benz | [ 17 ] |
| 4     | Grande Prêmio do Paraná            | 14 de agosto    | Pedro Muffato    | João Santa Helena    | Pedro Muffato      | Muffatão Racing Team | Scania        | [ 18 ] |
| 4     | Grande Prêmio do Paraná            | 14 de agosto    | Sin disputa      | Pedro Muffato        | Pedro Muffato      | Muffatão Racing Team | Scania        | [ 19 ] |
| 5     | Grande Prêmio de São Paulo         | 7 de septiembre | Pedro Muffato    | Pedro Muffato        | Pedro Muffato      | Muffatão Racing Team | Scania        | [ 20 ] |
| 5     | Grande Prêmio de São Paulo         | 7 de septiembre | Sin disputa      | Alex Vieira          | Pedro Muffato      | Muffatão Racing Team | Scania        | [ 21 ] |
| 6     | Grande Prêmio do Rio Grande do Sul | 9 de octubre    | Pedro Muffato    | Rafael Fleck         | Pedro Muffato      | Muffatão Racing Team | Scania        | [ 22 ] |
| 6     | Grande Prêmio do Rio Grande do Sul | 9 de octubre    | Sin disputa      | Leonardo Barramacher | Rogério Agostini   | Agostini Racing      | Mercedes-Benz | [ 23 ] |
| 7     | Grande Prêmio de Londrina          | 13 de noviembre | Pedro Muffato    | João Santa Helena    | Pedro Muffato      | Muffatão Racing Team | Scania        | [ 24 ] |
| 7     | Grande Prêmio de Londrina          | 13 de noviembre | Sin disputa      | João Santa Helena    | João Helder Mottin | Mottin Racing        | Volvo         | [ 25 ] |
| 8     | Grande Prêmio Governador do Estado | 4 de diciembre  | Pedro Muffato    | Pedro Muffato        | João Santa Helena  | Garagem Racing       | Mercedes-Benz | [ 26 ] |
| 8     | Grande Prêmio Governador do Estado | 4 de diciembre  | Sin disputa      | João Santa Helena    | Alex Vieira        | BS Competições       | Mercedes-Benz | [ 27 ] |

## Calificación general

### Categoría Geral
| Pos. | Rider                  | CAS | CAS | GUA | GUA | URU | URU | PAR | PAR | SPO | SPO | RGS | RGS | LON | LON | EST | EST | Pts. |
| Pos. | Rider                  | RD1 | RD2 | RD1 | RD2 | RD1 | RD2 | RD1 | RD2 | RD1 | RD2 | RD1 | RD2 | RD1 | RD2 | RD1 | RD2 | Pts. |
| ---- | ---------------------- | --- | --- | --- | --- | --- | --- | --- | --- | --- | --- | --- | --- | --- | --- | --- | --- | ---- |
| 1    | Rogério Agostini       | 1   | 1   | 1   | 1   | 1   | 1   | 2   | 2   | 8   | Ret | 5   | 1   | 5   | 3   | 5   | 8   | 253  |
| 2    | João Santa Helena      | 2   | 2   | DSQ | 4   | 6   | 3   | 3   | 3   | 2   | 3   | 3   | 2   | 2   | 9   | 1   | 2   | 241  |
| 3    | João Helder Mottin     | 12  | 4   | 2   | 2   | 3   | Ret | Ret | Ret | 4   | 4   | 4   | 5   | 3   | 1   | 3   | 3   | 197  |
| 4    | Pedro Muffato          |     |     |     |     |     |     | 1   | 1   | 1   | 1   | 1   | 3   | 1   | 5   | 6   | 11  | 168  |
| 5    | Alex Vieira            | 4   | 3   | DNS | DNS | 2   | Ret | 5   | Ret | 3   | 2   | 7   | 20  | 4   | 11  | 4   | 1   | 167  |
| 6    | Luís Paulo Rampon      | 3   | 5   | 7   | 7   | 4   | 4   | Ret | 6   | 10  | Ret | 6   | 9   | 8   | 6   | 7   | 5   | 166  |
| 7    | Túlio Bendo            | Ret | DNS | 4   | 5   | 5   | 2   | 7   | 5   | 7   | 5   | 11  | 7   | 9   | 8   | 9   | 9   | 161  |
| 8    | Rafael Fleck           | Ret | DNS | 6   | Ret | 14  | Ret | 4   | 4   | 5   | Ret | 2   | 6   | 7   | 4   | 13  | 7   | 134  |
| 9    | Álvaro Bendo           | NC  | Wth | 3   | 3   | 9   | 5   | 10  | 10  | Ret | 7   | 9   | 8   | 11  | 2   | Ret | DNS | 123  |
| 10   | Márcio Rampon          | 6   | 6   | 5   | 6   | 8   | 11  | 8   | 9   |     |     |     |     | 12  | 10  | 8   | 4   | 123  |
| 11   | Leonardo Barramacher   |     |     | 13  | DNS | DNS | INF | 11  | Ret | 6   | Ret | 8   | 4   | 6   | 7   | 2   | 6   | 107  |
| 12   | Camilo Daniel Lovato   | 5   | Ret | 10  | Ret | 7   | Ret | Ret | 11  | 9   | 6   | NL  | Ret | 10  | 12  | 11  | 10  | 93   |
| 13   | Daril Amaral           | 8   | 10  | 14  | 9   | 11  | 10  | 14  | 12  | 11  | 8   | 19  | 15  | 19  | DNS | 12  | 18  | 82   |
| 14   | Márcio Rosa            | 7   | 7   | Ret | DNQ | 10  | DNS | 9   | 7   | DNS | DNS |     |     | 13  | Ret | Ret | 24  | 59   |
| 15   | Geraldo Alves          | 10  | Ret | 9   | Ret | Ret | 7   | 13  | 13  | DSQ | 11  | 16  | 17  | 17  | 15  | 15  | 13  | 54   |
| 16   | Lázaro Donizete        | Ret | 8   | 8   | 8   | 16  | 6   | Ret | DNQ | 13  | 12  |     |     | Ret | Ret | 18  | 14  | 51   |
| 17   | Felipe Fráguas         |     |     | Ret | INF | 12  | 9   | 12  | 14  | 12  | 13  | 14  | 13  | 16  | 14  | 17  | 15  | 48   |
| 18   | Gilmar Mottin          | 11  | Ret | 11  | 10  | Ret | DNS | 6   | 8   |     |     |     |     | Ret | DNS |     |     | 46   |
| 19   | Ramiris Fontanella     |     |     |     |     | 15  | 12  |     |     |     |     | 10  | 10  | 14  | 13  | 16  | 16  | 34   |
| 20   | Geovani Tavares        |     |     |     |     |     |     |     |     | Ret | 9   | 13  | Ret | 15  | 16  | 14  | 12  | 29   |
| 21   | Robson Oliveira        |     |     |     |     |     |     |     |     | Ret | 10  | 12  | 11  | 18  | Ret | 10  | 17  | 29   |
| 22   | Válter Oliveira        | 9   | 9   |     |     |     |     |     |     |     |     | 18  | 16  |     |     | DNS | 20  | 18   |
| 23   | José Newton Ficagna    |     |     |     |     | 13  | 8   | Ret | DNS |     |     |     |     |     |     |     |     | 15   |
| 24   | Vander Penques         |     |     |     |     |     |     |     |     | 14  | Ret | 15  | 12  | 20  | 19  |     |     | 15   |
| 25   | Cléber Fonseca         | Ret | DSQ | 12  | 11  | DNS | NPQ | Ret | DNS |     |     |     |     |     |     |     |     | 13   |
| 26   | Edivan Monteiro        |     |     |     |     |     |     |     |     | Ret | 14  | 17  | 14  | Ret | DNQ | 19  | 23  | 4    |
| 27   | Rogério Baldo          |     |     |     |     |     |     |     |     |     |     | NC  | INF |     |     |     |     | 0    |
| 28   | Jorge Maurício Ribeiro |     |     |     |     |     |     | DNS | WD  |     |     |     |     |     |     | 20  | 19  | 0    |
| 29   | Sandro Pinheiro        |     |     |     |     |     |     |     |     |     |     |     |     | 22  | 17  |     |     | 0    |
| 30   | Márcio Limenstone      |     |     |     |     |     |     |     |     | DNS | DNS |     |     | 21  | 18  | 21  | 21  | 0    |
| 31   | Luciano Biolatto       |     |     |     |     |     |     |     |     |     |     | 22  | 18  |     |     |     |     | 0    |
| 32   | Iván Dahmer            |     |     |     |     |     |     |     |     |     |     | 21  | 19  |     |     | Ret | 22  | 0    |
| 33   | Matías Fissore         |     |     |     |     |     |     |     |     |     |     | 20  | Ret |     |     |     |     | 0    |
| 34   | Alberto Muniz          |     |     |     |     |     |     |     |     |     |     | 24  | 21  |     |     |     |     | 0    |
| 35   | Daniel Gomes           |     |     |     |     |     |     |     |     |     |     | 23  | 22  |     |     |     |     | 0    |
| 36   | Dalton Paludo          |     |     |     |     |     |     |     |     |     |     | Ret | 23  |     |     |     |     | 0    |
| 37   | Flávio Ferreira        |     |     |     |     |     |     |     |     |     |     | 25  | 25  |     |     |     |     | 0    |
| 38   | Volmir Vortmann        |     |     |     |     |     |     |     |     |     |     | 26  | DNS |     |     |     |     | 0    |
| 39   | Raquel Menute          |     |     |     |     |     |     |     |     |     |     | Ret | 24  |     |     |     |     | 0    |
| 40   | Nilton Jacobsen        | Ret | Ret |     |     | Ret | DNS |     |     |     |     |     |     | DNS | Ret |     |     | 0    |
| 41   | Lisarb Benato          |     |     | Ret | DNF |     |     |     |     |     |     |     |     |     |     |     |     | 0    |
| 42   | Sidnei Alves           |     |     |     |     |     |     | Ret | Ret |     |     |     |     |     |     |     |     | 0    |
| Pos. | Rider                  | CAS | CAS | GUA | GUA | URU | URU | PAR | PAR | SPO | SPO | RGS | RGS | LON | LON | EST | EST | Pts. |

| Color     | Resultado                                                               |
| --------- | ----------------------------------------------------------------------- |
| Oro       | Ganador                                                                 |
| Plata     | 2.ª plaza                                                               |
| Bronce    | 3.ª plaza                                                               |
| Verde     | Finalizó en los puntos                                                  |
| Azul      | Finalizó sin puntos                                                     |
| Azul      | NC - No clasificado                                                     |
| Violeta   | Ret - No terminó (Carrera)                                              |
| Rojo      | DNQ - No se clasificó                                                   |
| Negro     | DSQ - Descalificado                                                     |
| Blanco    | DNS - No empezó (carrera)                                               |
| Blanco    | WD - Retirado (fin de semana)                                           |
| Blanco    | C - Carrera cancelada                                                   |
| Sin color | DNP - Inscrito pero no participó                                        |
| Sin color | INJ - Lesionado                                                         |
| Sin color | EX - Excluido                                                           |
| Estado    | Resultado                                                               |
| Negrita   | Pole position                                                           |
| Cursiva   | Vuelta rápida                                                           |
| †         | Abandona, pero clasifica al completar el porcentaje requerido para ello |

### Constructores
| Pos. | Rider         | CAS | CAS | GUA | GUA | URU | URU | PAR | PAR | SPO | SPO | RGS | RGS | LON | LON | EST | EST | Pts. |
| Pos. | Rider         | RD1 | RD2 | RD1 | RD2 | RD1 | RD2 | RD1 | RD2 | RD1 | RD2 | RD1 | RD2 | RD1 | RD2 | RD1 | RD2 | Pts. |
| ---- | ------------- | --- | --- | --- | --- | --- | --- | --- | --- | --- | --- | --- | --- | --- | --- | --- | --- | ---- |
| 1    | Mercedes-Benz | 1   | 1   | 1   | 1   | 1   | 1   | 2   | 2   | 2   | 2   | 3   | 1   | 2   | 3   | 1   | 1   | 302  |
| 2    | Scania        | 3   | 5   | 3   | 3   | 4   | 2   | 1   | 1   | 1   | 1   | 1   | 3   | 1   | 2   | 6   | 4   | 273  |
| 3    | Volvo         | 11  | 4   | 2   | 2   | 3   | 9   | 6   | 8   | 4   | 4   | 4   | 4   | 3   | 1   | 2   | 3   | 230  |
| 4    | Volkswagen    | 10  | 8   | 8   | 8   | 16  | 6   | 13  | 13  | 13  | 11  | 16  | 16  | 17  | 15  | 15  | 13  | 79   |
| 5    | Ford          |     |     |     |     | 13  | 8   | Ret | DNS | Ret | 10  | 12  | 11  | 18  | Ret | 10  | 17  | 44   |
| 6    | DAF           |     |     |     |     |     |     |     |     |     |     | 21  | 19  |     |     | Ret | 22  | 0    |
| Pos. | Rider         | CAS | CAS | GUA | GUA | URU | URU | PAR | PAR | SPO | SPO | RGS | RGS | LON | LON | EST | EST | Pts. |

### Categoría Electrónica
| Pos. | Rider                  | CAS | CAS | GUA | GUA | URU | URU | PAR | PAR | SPO | SPO | RGS | RGS | LON | LON | EST | EST | Pts. |
| Pos. | Rider                  | RD1 | RD2 | RD1 | RD2 | RD1 | RD2 | RD1 | RD2 | RD1 | RD2 | RD1 | RD2 | RD1 | RD2 | RD1 | RD2 | Pts. |
| ---- | ---------------------- | --- | --- | --- | --- | --- | --- | --- | --- | --- | --- | --- | --- | --- | --- | --- | --- | ---- |
| 1    | Rogério Agostini       | 1   | 1   | 1   | 1   | 1   | 1   | 2   | 2   | 6   | Ret | 4   | 1   | 5   | 3   | 4   | 4   | 261  |
| 2    | João Santa Helena      | 2   | 2   | DSQ | 4   | 4   | 2   | 3   | 3   | 2   | 3   | 2   | 2   | 2   | 6   | 1   | 2   | 250  |
| 3    | João Helder Mottin     | 6   | 4   | 2   | 2   | 3   | Ret | Ret | Ret | 4   | 4   | 3   | 4   | 3   | 1   | 2   | 3   | 208  |
| 4    | Alex Vieira            | 3   | 3   | DNS | DNS | 2   | Ret | 4   | Ret | 3   | 2   | 5   | 12  | 4   | 7   | 3   | 1   | 182  |
| 5    | Pedro Muffato          |     |     |     |     |     |     | 1   | 1   | 1   | 1   | 1   | 3   | 1   | 4   | 5   | 5   | 176  |
| 6    | Daril Amaral           | 5   | 6   | 4   | 5   | 7   | 4   | 8   | 6   | 7   | 6   | 10  | 9   | 11  | DNS | 7   | 8   | 169  |
| 7    | Álvaro Bendo           | NC  | Wth | 3   | 3   | 5   | 3   | 6   | 5   | Ret | 5   | 6   | 5   | 7   | 2   | Ret | DNS | 151  |
| 8    | Ramiris Fontanella     |     |     |     |     | 8   | 5   |     |     |     |     | 7   | 6   | 9   | 8   | 8   | 6   | 87   |
| 9    | Márcio Rosa            | 4   | 5   | Ret | DNQ | 6   | DNS | 5   | 4   | DNS | DNS |     |     | 8   | Ret | Ret | 12  | 84   |
| 10   | Robson Oliveira        |     |     |     |     |     |     |     |     | Ret | 7   | 8   | 7   | 10  | Ret | 6   | 7   | 63   |
| 11   | Leonardo Barramacher   |     |     |     |     |     |     | 7   | Ret | 5   | Ret |     |     | 6   | 5   |     |     | 53   |
| 12   | Vander Penques         |     |     |     |     |     |     |     |     | 8   | Ret | 9   | 8   | 12  | 11  |     |     | 44   |
| 13   | Márcio Limenstone      |     |     |     |     |     |     |     |     | DNS | DNS |     |     | 13  | 10  | 10  | 10  | 29   |
| 14   | Jorge Maurício Ribeiro |     |     |     |     |     |     | DNS | WD  |     |     |     |     |     |     | 9   | 9   | 18   |
| 15   | Iván Dahmer            |     |     |     |     |     |     |     |     |     |     | 12  | 11  |     |     | Ret | 11  | 18   |
| 16   | Sandro Pinheiro        |     |     |     |     |     |     |     |     |     |     |     |     | 14  | 9   |     |     | 13   |
| 17   | Luciano Biolatto       |     |     |     |     |     |     |     |     |     |     | 13  | 10  |     |     |     |     | 13   |
| 18   | Matías Fissore         |     |     |     |     |     |     |     |     |     |     | 11  | Ret |     |     |     |     | 9    |
| 19   | Daniel Gomes           |     |     |     |     |     |     |     |     |     |     | 14  | 13  |     |     |     |     | 9    |
| 20   | Dalton Paludo          |     |     |     |     |     |     |     |     |     |     | Ret | 14  |     |     |     |     | 2    |
| 21   | Nilton Jacobsen        | Ret | Ret |     |     | Ret | DNS |     |     |     |     |     |     | DNS | Ret |     |     | 0    |
| 22   | Rogério Baldo          |     |     |     |     |     |     |     |     |     |     | NC  | INF |     |     |     |     | 0    |
| Pos. | Rider                  | CAS | CAS | GUA | GUA | URU | URU | PAR | PAR | SPO | SPO | RGS | RGS | LON | LON | EST | EST | Pts. |

| Color     | Resultado                                                               |
| --------- | ----------------------------------------------------------------------- |
| Oro       | Ganador                                                                 |
| Plata     | 2.ª plaza                                                               |
| Bronce    | 3.ª plaza                                                               |
| Verde     | Finalizó en los puntos                                                  |
| Azul      | Finalizó sin puntos                                                     |
| Azul      | NC - No clasificado                                                     |
| Violeta   | Ret - No terminó (Carrera)                                              |
| Rojo      | DNQ - No se clasificó                                                   |
| Negro     | DSQ - Descalificado                                                     |
| Blanco    | DNS - No empezó (carrera)                                               |
| Blanco    | WD - Retirado (fin de semana)                                           |
| Blanco    | C - Carrera cancelada                                                   |
| Sin color | DNP - Inscrito pero no participó                                        |
| Sin color | INJ - Lesionado                                                         |
| Sin color | EX - Excluido                                                           |
| Estado    | Resultado                                                               |
| Negrita   | Pole position                                                           |
| Cursiva   | Vuelta rápida                                                           |
| †         | Abandona, pero clasifica al completar el porcentaje requerido para ello |

### Constructores
| Pos. | Rider         | CAS | CAS | GUA | GUA | URU | URU | PAR | PAR | SPO | SPO | RGS | RGS | LON | LON | EST | EST | Pts. |
| Pos. | Rider         | RD1 | RD2 | RD1 | RD2 | RD1 | RD2 | RD1 | RD2 | RD1 | RD2 | RD1 | RD2 | RD1 | RD2 | RD1 | RD2 | Pts. |
| ---- | ------------- | --- | --- | --- | --- | --- | --- | --- | --- | --- | --- | --- | --- | --- | --- | --- | --- | ---- |
| 1    | Mercedes-Benz | 1   | 1   | 1   | 1   | 1   | 1   | 2   | 2   | 2   | 2   | 2   | 1   | 2   | 3   | 1   | 1   | 304  |
| 2    | Scania        | 4   | 5   | 3   | 3   | 5   | 3   | 1   | 1   | 1   | 1   | 1   | 3   | 1   | 2   | 5   | 5   | 268  |
| 3    | Ford          |     |     |     |     |     |     |     |     | Ret | 7   | 8   | 7   | 10  | Ret | 6   | 7   | 63   |
| 4    | DAF           |     |     |     |     |     |     |     |     |     |     | 12  | 11  |     |     | Ret | 11  | 22   |
| 5    | Volvo         |     |     |     |     |     |     |     |     |     |     | 13  | 10  |     |     |     |     | 13   |
| Pos. | Rider         | CAS | CAS | GUA | GUA | URU | URU | PAR | PAR | SPO | SPO | RGS | RGS | LON | LON | EST | EST | Pts. |

### Categoría Bomba Injetora
| Pos. | Rider                | CAS | CAS | GUA | GUA | URU | URU | PAR | PAR | SPO | SPO | RGS | RGS | LON | LON | EST | EST | Pts. |
| Pos. | Rider                | RD1 | RD2 | RD1 | RD2 | RD1 | RD2 | RD1 | RD2 | RD1 | RD2 | RD1 | RD2 | RD1 | RD2 | RD1 | RD2 | Pts. |
| ---- | -------------------- | --- | --- | --- | --- | --- | --- | --- | --- | --- | --- | --- | --- | --- | --- | --- | --- | ---- |
| 1    | Márcio Rampon        | 3   | 2   | 2   | 2   | 4   | 7   | 4   | 5   |     |     |     |     | 5   | 4   | 3   | 1   | 246  |
| 2    | Túlio Bendo          | Ret | DNS | 1   | 1   | 2   | 1   | 3   | 2   | 2   | 1   | 4   | 3   | 3   | 3   | 4   | 5   | 245  |
| 3    | Luís Paulo Rampon    | 1   | 1   | 4   | 3   | 1   | 2   | Ret | 3   | 4   | Ret | 2   | 4   | 2   | 2   | 2   | 2   | 240  |
| 4    | Rafael Fleck         | Ret | DNS | 3   | Ret | 7   | Ret | 1   | 1   | 1   | Ret | 1   | 2   | 1   | 1   | 6   | 4   | 197  |
| 5    | Camilo Daniel Lovato | 2   | Ret | 7   | Ret | 3   | Ret | Ret | 6   | 3   | 2   | NL  | Ret | 4   | 5   | 5   | 6   | 147  |
| 6    | Geraldo Alves        | 5   | Ret | 6   | Ret | Ret | 4   | 6   | 7   | DSQ | 4   | 7   | 8   | 8   | 7   | 8   | 8   | 138  |
| 7    | Felipe Fráguas       |     |     | Ret | INF | 5   | 6   | 5   | 8   | 5   | 6   | 6   | 5   | 7   | 6   | 9   | 10  | 138  |
| 8    | Lázaro Donizete      | Ret | 3   | 5   | 4   | 8   | 3   | Ret | DNQ | 6   | 5   |     |     | Ret | Ret | 10  | 9   | 109  |
| 9    | Leonardo Barramacher |     |     | 10  | DNS | DNS | INF |     |     |     |     | 3   | 1   |     |     | 1   | 3   | 82   |
| 10   | Geovani Tavares      |     |     |     |     |     |     |     |     | Ret | 3   | 5   | Ret | 6   | 8   | 7   | 7   | 73   |
| 11   | Gilmar Mottin        | 6   | Ret | 8   | 5   | Ret | DNS | 2   | 4   |     |     |     |     | Ret | DNS |     |     | 69   |
| 12   | Válter Oliveira      | 4   | 4   |     |     |     |     |     |     |     |     | 9   | 7   |     |     | DNS | 11  | 57   |
| 13   | Edivan Monteiro      |     |     |     |     |     |     |     |     | Ret | 7   | 8   | 6   | Ret | DNQ | 11  | 12  | 44   |
| 14   | José Newton Ficagna  |     |     |     |     | 6   | 5   |     |     |     |     |     |     |     |     |     |     | 25   |
| 15   | Cléber Fonseca       | Ret | DSQ | 9   | 6   | DNS | NPQ | Ret | DNS |     |     |     |     |     |     |     |     | 21   |
| 16   | Alberto Muniz        |     |     |     |     |     |     |     |     |     |     | 10  | 9   |     |     |     |     | 16   |
| 17   | Flávio Ferreira      |     |     |     |     |     |     |     |     |     |     | 11  | 11  |     |     |     |     | 14   |
| 18   | Volmir Vortmann      |     |     |     |     |     |     |     |     |     |     | 12  | DNS |     |     |     |     | 8    |
| 19   | Raquel Menute        |     |     |     |     |     |     |     |     |     |     | Ret | 10  |     |     |     |     | 6    |
| 20   | Sidnei Alves         |     |     |     |     |     |     | Ret | Ret |     |     |     |     |     |     |     |     | 0    |
| 21   | Lisarb Benato        |     |     | Ret | DNF |     |     |     |     |     |     |     |     |     |     |     |     | 0    |
| Pos. | Rider                | CAS | CAS | GUA | GUA | URU | URU | PAR | PAR | SPO | SPO | RGS | RGS | LON | LON | EST | EST | Pts. |

| Color     | Resultado                                                               |
| --------- | ----------------------------------------------------------------------- |
| Oro       | Ganador                                                                 |
| Plata     | 2.ª plaza                                                               |
| Bronce    | 3.ª plaza                                                               |
| Verde     | Finalizó en los puntos                                                  |
| Azul      | Finalizó sin puntos                                                     |
| Azul      | NC - No clasificado                                                     |
| Violeta   | Ret - No terminó (Carrera)                                              |
| Rojo      | DNQ - No se clasificó                                                   |
| Negro     | DSQ - Descalificado                                                     |
| Blanco    | DNS - No empezó (carrera)                                               |
| Blanco    | WD - Retirado (fin de semana)                                           |
| Blanco    | C - Carrera cancelada                                                   |
| Sin color | DNP - Inscrito pero no participó                                        |
| Sin color | INJ - Lesionado                                                         |
| Sin color | EX - Excluido                                                           |
| Estado    | Resultado                                                               |
| Negrita   | Pole position                                                           |
| Cursiva   | Vuelta rápida                                                           |
| †         | Abandona, pero clasifica al completar el porcentaje requerido para ello |

### Constructores
| Pos. | Rider         | CAS | CAS | GUA | GUA | URU | URU | PAR | PAR | SPO | SPO | RGS | RGS | LON | LON | EST | EST | Pts. |
| Pos. | Rider         | RD1 | RD2 | RD1 | RD2 | RD1 | RD2 | RD1 | RD2 | RD1 | RD2 | RD1 | RD2 | RD1 | RD2 | RD1 | RD2 | Pts. |
| ---- | ------------- | --- | --- | --- | --- | --- | --- | --- | --- | --- | --- | --- | --- | --- | --- | --- | --- | ---- |
| 1    | Scania        | 1   | 1   | 1   | 1   | 1   | 1   | 1   | 1   | 1   | 1   | 1   | 2   | 1   | 1   | 2   | 1   | 316  |
| 2    | Volvo         | 6   | Ret | 8   | 5   | 5   | 6   | 2   | 4   | 5   | 6   | 3   | 1   | 7   | 6   | 1   | 3   | 214  |
| 3    | Volkswagen    | 4   | 3   | 5   | 4   | 4   | 3   | 6   | 7   | 6   | 4   | 7   | 8   | 8   | 7   | 8   | 8   | 200  |
| 4    | Ford          |     |     | Ret | DNF | 6   | 5   |     |     |     |     | 11  | 11  |     |     |     |     | 39   |
| 5    | DAF           |     |     |     |     |     |     |     |     |     |     | Ret | 10  |     |     |     |     | 6    |
| 6    | Mercedes-Benz |     |     |     |     |     |     | Ret | Ret |     |     |     |     |     |     |     |     | 0    |
| Pos. | Rider         | CAS | CAS | GUA | GUA | URU | URU | PAR | PAR | SPO | SPO | RGS | RGS | LON | LON | EST | EST | Pts. |

### Copa Mercosul
| Pos. | Rider                  | GUA | GUA | URU | URU | PAR | PAR | SPO | SPO | RGS | RGS | LON | LON | Pts. |
| Pos. | Rider                  | RD1 | RD2 | RD1 | RD2 | RD1 | RD2 | RD1 | RD2 | RD1 | RD2 | RD1 | RD2 | Pts. |
| ---- | ---------------------- | --- | --- | --- | --- | --- | --- | --- | --- | --- | --- | --- | --- | ---- |
| 1    | Rogério Agostini       | 1   | 1   | 1   | 1   | 2   | 2   | 8   | Ret | 5   | 1   | 5   | 3   | 211  |
| 2    | Pedro Muffato          |     |     |     |     | 1   | 1   | 1   | 1   | 1   | 3   | 1   | 5   | 177  |
| 3    | João Santa Helena      | DSQ | 4   | 6   | 3   | 3   | 3   | 2   | 3   | 3   | 2   | 2   | 9   | 170  |
| 4    | João Helder Mottin     | 2   | 2   | 3   | Ret | Ret | Ret | 4   | 4   | 4   | 5   | 3   | 1   | 147  |
| 5    | Túlio Bendo            | 4   | 5   | 5   | 2   | 7   | 5   | 7   | 5   | 11  | 7   | 9   | 8   | 124  |
| 6    | Álvaro Bendo           | 3   | 3   | 9   | 5   | 10  | 10  | Ret | 7   | 9   | 8   | 11  | 2   | 111  |
| 7    | Rafael Fleck           | 6   | Ret | 14  | Ret | 4   | 4   | 5   | Ret | 2   | 6   | 7   | 4   | 101  |
| 8    | Luís Paulo Rampon      | 7   | 7   | 4   | 4   | Ret | 6   | 10  | Ret | 6   | 9   | 8   | 6   | 95   |
| 9    | Alex Vieira            | DNS | DNS | 2   | Ret | 5   | Ret | 3   | 2   | 7   | 20  | 4   | 11  | 94   |
| 10   | Márcio Rampon          | 5   | 6   | 8   | 11  | 8   | 9   |     |     |     |     | 12  | 10  | 59   |
| 11   | Leonardo Barramacher   | 13  | DNS | DNS | INF | 11  | Ret | 6   | Ret | 8   | 4   | 6   | 7   | 58   |
| 12   | Camilo Daniel Lovato   | 10  | Ret | 7   | Ret | Ret | 11  | 9   | 6   | NL  | Ret | 10  | 12  | 47   |
| 13   | Daril Amaral           | 14  | 9   | 11  | 10  | 14  | 12  | 11  | 8   | 19  | 15  | 19  | DNS | 40   |
| 14   | Lázaro Donizete        | 8   | 8   | 16  | 6   | Ret | DNQ | 13  | 12  |     |     | Ret | Ret | 33   |
| 15   | Felipe Fráguas         | Ret | INF | 12  | 9   | 12  | 14  | 12  | 13  | 14  | 13  | 16  | 14  | 31   |
| 16   | Gilmar Mottin          | 11  | 10  | Ret | DNS | 6   | 8   |     |     |     |     | Ret | DNS | 29   |
| 17   | Geraldo Alves          | 9   | Ret | Ret | 7   | 13  | 13  | DSQ | 11  | 16  | 17  | 17  | 15  | 28   |
| 18   | Márcio Rosa            | Ret | DNQ | 10  | DNS | 9   | 7   | DNS | DNS |     |     | 13  | Ret | 25   |
| 19   | Ramiris Fontanella     |     |     | 15  | 12  |     |     |     |     | 10  | 10  | 14  | 13  | 22   |
| 20   | Robson Oliveira        |     |     |     |     |     |     | Ret | 10  | 12  | 11  | 18  | Ret | 15   |
| 21   | José Newton Ficagna    |     |     | 13  | 8   | Ret | DNS |     |     |     |     |     |     | 11   |
| 22   | Geovani Tavares        |     |     |     |     |     |     | Ret | 9   | 13  | Ret | 15  | 16  | 11   |
| 23   | Vander Penques         |     |     |     |     |     |     | 14  | Ret | 15  | 12  | 20  | 19  | 7    |
| 24   | Cléber Fonseca         | 12  | 11  | DNS | NPQ | Ret | DNS |     |     |     |     |     |     | 9    |
| 25   | Edivan Monteiro        |     |     |     |     |     |     | Ret | 14  | 17  | 14  | Ret | DNQ | 4    |
| 26   | Válter Oliveira        |     |     |     |     |     |     |     |     | 18  | 16  |     |     | 0    |
| 27   | Rogério Baldo          |     |     |     |     |     |     |     |     | NC  | INF |     |     | 0    |
| 28   | Sandro Pinheiro        |     |     |     |     |     |     |     |     |     |     | 22  | 17  | 0    |
| 29   | Márcio Limenstone      |     |     |     |     |     |     | DNS | DNS |     |     | 21  | 18  | 0    |
| 30   | Luciano Biolatto       |     |     |     |     |     |     |     |     | 22  | 18  |     |     | 0    |
| 31   | Iván Dahmer            |     |     |     |     |     |     |     |     | 21  | 19  |     |     | 0    |
| 32   | Matías Fissore         |     |     |     |     |     |     |     |     | 20  | Ret |     |     | 0    |
| 33   | Alberto Muniz          |     |     |     |     |     |     |     |     | 24  | 21  |     |     | 0    |
| 34   | Daniel Gomes           |     |     |     |     |     |     |     |     | 23  | 22  |     |     | 0    |
| 35   | Dalton Paludo          |     |     |     |     |     |     |     |     | Ret | 23  |     |     | 0    |
| 36   | Raquel Menute          |     |     |     |     |     |     |     |     | Ret | 24  |     |     | 0    |
| 37   | Flávio Ferreira        |     |     |     |     |     |     |     |     | 25  | 25  |     |     | 0    |
| 38   | Volmir Vortmann        |     |     |     |     |     |     |     |     | 26  | DNS |     |     | 0    |
| 39   | Nilton Jacobsen        |     |     | Ret | DNS |     |     |     |     |     |     | DNS | Ret | 0    |
| 40   | Lisarb Benato          | Ret | DNF |     |     |     |     |     |     |     |     |     |     | 0    |
| 41   | Sidnei Alves           |     |     |     |     | Ret | Ret |     |     |     |     |     |     | 0    |
| 42   | Jorge Maurício Ribeiro |     |     |     |     | DNS | WD  |     |     |     |     |     |     | 0    |
| Pos. | Rider                  | GUA | GUA | URU | URU | PAR | PAR | SPO | SPO | RGS | RGS | LON | LON | Pts. |

| Color     | Resultado                                                               |
| --------- | ----------------------------------------------------------------------- |
| Oro       | Ganador                                                                 |
| Plata     | 2.ª plaza                                                               |
| Bronce    | 3.ª plaza                                                               |
| Verde     | Finalizó en los puntos                                                  |
| Azul      | Finalizó sin puntos                                                     |
| Azul      | NC - No clasificado                                                     |
| Violeta   | Ret - No terminó (Carrera)                                              |
| Rojo      | DNQ - No se clasificó                                                   |
| Negro     | DSQ - Descalificado                                                     |
| Blanco    | DNS - No empezó (carrera)                                               |
| Blanco    | WD - Retirado (fin de semana)                                           |
| Blanco    | C - Carrera cancelada                                                   |
| Sin color | DNP - Inscrito pero no participó                                        |
| Sin color | INJ - Lesionado                                                         |
| Sin color | EX - Excluido                                                           |
| Estado    | Resultado                                                               |
| Negrita   | Pole position                                                           |
| Cursiva   | Vuelta rápida                                                           |
| †         | Abandona, pero clasifica al completar el porcentaje requerido para ello |

### Constructores
| Pos. | Rider         | GUA | GUA | URU | URU | PAR | PAR | SPO | SPO | RGS | RGS | LON | LON | Pts. |
| Pos. | Rider         | RD1 | RD2 | RD1 | RD2 | RD1 | RD2 | RD1 | RD2 | RD1 | RD2 | RD1 | RD2 | Pts. |
| ---- | ------------- | --- | --- | --- | --- | --- | --- | --- | --- | --- | --- | --- | --- | ---- |
| 1    | Mercedes-Benz | 1   | 1   | 1   | 1   | 2   | 2   | 2   | 2   | 3   | 1   | 2   | 3   | 222  |
| 2    | Scania        | 3   | 3   | 4   | 2   | 1   | 1   | 1   | 1   | 1   | 3   | 1   | 2   | 218  |
| 3    | Volvo         | 2   | 2   | 3   | 9   | 6   | 8   | 4   | 4   | 4   | 4   | 3   | 1   | 175  |
| 4    | Volkswagen    | 8   | 8   | 16  | 6   | 13  | 13  | 13  | 11  | 16  | 16  | 17  | 15  | 53   |
| 5    | Ford          |     |     | 13  | 8   | Ret | DNS | Ret | 10  | 12  | 11  | 18  | Ret | 34   |
| 6    | DAF           |     |     |     |     |     |     |     |     | 21  | 19  |     |     | 0    |
| Pos. | Rider         | GUA | GUA | URU | URU | PAR | PAR | SPO | SPO | RGS | RGS | LON | LON | Pts. |

### Sistema de puntuaciones
Es lícito descartar los tres peores resultados de la temporada.
| Puntuación | 1° | 2° | 3° | 4° | 5° | 6° | 7° | 8° | 9° | 10° | 11° | 12° | 13° | 14° | 15° |
| ---------- | -- | -- | -- | -- | -- | -- | -- | -- | -- | --- | --- | --- | --- | --- | --- |
| Carrera 1  | 22 | 20 | 18 | 16 | 15 | 14 | 13 | 12 | 11 | 10  | 9   | 8   | 7   | 6   | 5   |
| Carrera 2  | 18 | 16 | 14 | 12 | 11 | 10 | 9  | 8  | 7  | 6   | 5   | 4   | 3   | 2   | 1   |

### Enlace a resultados
Aquí encontrarás todos los resultados de la carrera.
| Link                              |
| --------------------------------- |
| https://racehero.io/orgs/cronobox |

## Cobertura televisiva
Las Carreras de lo Campeonato Brasileño de Superbikes se transmiten por Televisión por Cable incluyendo: ESPN, Fox Sports, Movistar+, CBS Sports y NBC Sports. 

### Cobertura en Brasil
| Transmissão | Transmissão                        |
| ----------- | ---------------------------------- |
| RedeTV      | Narração: Fernando Zanella         |
| RedeTV      | Narração: Gilmar Pessutto          |
| RedeTV      | Comentários: Luiz Gromowski        |
| RedeTV      | Comentários: Paulo Roberto Cavalli |

| Transmissão | Transmissão                   |
| ----------- | ----------------------------- |
| YouTube     | Narração: Octávio Muniz       |
| YouTube     | Narração: Thiago Fabris       |
| YouTube     | Comentários: Ivar Castagnetti |
| YouTube     | Comentários: Henrique Gava    |

### Otros países
- Colombia: RCN Televisión y RCN HD2
- Portugal: Sport TV
- Reino Unido: BT Sport
- Canadá: Sportsnet
- España: Movistar+
- Hispanoamérica: ESPN y Star+

### Enlaces de transmisión
| Internet (Global) |
| ----------------- |
| YouTube           |
| Motorsport.tv     |
| Facebook          |
| Zoome             |
| Catve.com         |
| Auto Videos       |
| Twitch            |